# Elephant polo
L'elephant polo è una variante del polo praticata cavalcando gli elefanti.

## Descrizione
Si gioca in Nepal, Rajasthan (India) e Thailandia. Inghilterra e Scozia schierano regolarmente le loro squadre sul campo. L'attrezzatura consiste in una palla da polo standard e bastoni di canna da sei a dieci piedi (simili al bambù) con, all'estremità, una testa a forma di martello, come una mazza da polo. Il campo è tre quarti della lunghezza di un campo da polo standard, a causa della bassa velocità degli elefanti. Due persone cavalcano ogni elefante; uno, il mahout, guida l'elefante, mentre l'altro giocatore dice al mahout da che parte andare ed ha anche il compito di colpire la palla.
Il Polo sugli elefanti, in Nepal e Thailandia, è giocato sotto gli auspici della World Elephant Polo Association. La WEPA applica regole rigide sul benessere degli elefanti e sul gioco. Altri tornei, come quelli giocati in India e Sri Lanka, sono gestiti indipendentemente l'uno dall'altro e dalla World Elephant Polo Association. Lo Sri Lanka ha tenuto un torneo annuale a Galle sotto gli auspici della Ceylon Elephant Polo Association.

## Storia
Il Polo sull'elefante è nato a Meghauli, in Nepal. Tiger Tops in Nepal rimane la sede del polo degli elefanti e il sito dei Campionati Mondiali di Polo sugli elefanti.
La Thailand Elephant Polo Association ha annunciato, nell'ottobre 2018, che non saranno più effettuate partite di polo in Thailandia. Ogni anno si teneva un torneo di polo presso l'Anantara Hotel Bangkok di proprietà di Minor Hotels.

## Controversie
Le accuse di trattamento crudele degli elefanti del polo, avanzate da People for the Ethical Treatment of Animals, hanno portato alla cancellazione della partita, al ritiro della sponsorizzazione e alla rimozione dei riferimenti ai record di Polo sugli elefanti nel Guinness dei primati.